# Alberto Breccia
Alberto Breccia (Montevideo, 15 de abril de 1919 - Buenos Aires, 10 de noviembre de 1993) fue un historietista uruguayo que desarrolló toda su carrera en Argentina. Sus obras más representativas fueron Sherlock Time, Ernie Pike, Mort Cinder, Vida del Che Guevara y una readaptación de El Eternauta, todas con guiones de Héctor Germán Oesterheld, así como Perramus con guion de Juan Sasturain. Se le considera uno de los mayores representantes de la historieta argentina y uno de los iconos por antonomasia de la historieta mundial. La extensa obra del artista lo marca también como un referente del arte vinculado con los derechos humanos y con la resistencia al autoritarismo.

## Biografía

### Infancia y juventud
Nacido en Montevideo, a los tres años su familia se mudó a Mataderos, barrio de Buenos Aires. Allí, antes de dedicarse al dibujo profesional, se desempeñó como obrero de la industria de la carne: "Hacía un trabajo muy desagradable, era rasqueteador de tripas".
Sin embargo, empezaba a tomarse en serio el trabajo de dibujante. Como el mismo reconoció en algunas oportunidades no fue un superdotado: fue un tipo con cierta habilidad. "Cuando terminaba la jornada en el matadero iba a mi casa y dibujaba lo que podía. Con esos balbuceos empecé a buscar trabajo."
En aquellos años, 1937, 1938, los periódicos importaban material de los sindicatos norteamericanos y europeos, por lo que había que lograr impresionar a algún jefe de redacción para encontrar lugar en ellos. Alberto era perseverante, y mientras tanto, desde 1938 publicaba en una revista de barrio, Acento, editada por sus hermanos y amigos de estos. Al tiempo, consiguió que se interesaran en su trabajo, aunque "pagaba muy poco; [pero] ese poco me permitió dejar el otro trabajo". Sus primeras historietas fueron una tira cómica muda llamada Mr. Pickles, que no obstante nunca logró vender y una sobre un detective chino: Mu-fa, de la que vendió diez tiras.

### Inicios profesionales
A principios de la década del 40 comienza a colaborar con ilustraciones e historietas en la revista Tit-Bits para la editorial Láinez, adaptando Las aventuras de Rocambole. "Lógicamente salió un embrollo. Tuvieron que cortarla porque no se entendía nada.". Trabajó para la editorial por más de una década y fue allí donde aprendió las primeras armas del oficio, inspirándose en autores como Burne Hogarth.

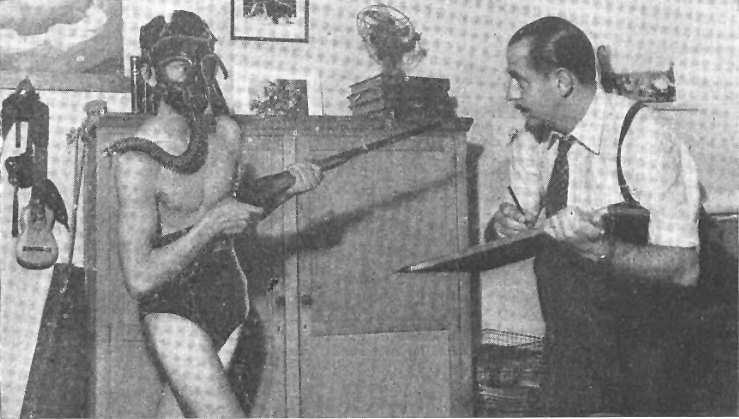
Breccia trabajando en un dibujo, valiéndose de un modelo vivo para representar con fidelidad la escena.

En 1946 sustituyó al dibujante Augusto Cortinas al frente de la serie Vito Nervio, que publicaba la editorial Dante Quinterno en la revista Patoruzito. Con guiones de Leonardo Wadel; alcanzó una gran perfección expresiva, aunque un rotundo Breccia manifestará que "de todo aquello, nada es rescatable". Realizó también la serie del Oeste "Armas de fuego" para el mercado europeo.
Su primera gran obra fue Sherlock Time, creada a finales de los años 50 con Héctor Germán Oesterheld. La evolución que se aprecia a partir de esta obra estaría motivada en parte por la rabia que le provocaran las palabras que una noche le espetara su amigo Hugo Pratt: "Vos sos una puta barata porque, pudiendo hacer un buen trabajo, estás haciendo Vito Nervio, que es una mierda".

### La internacionalización
En 1960 comenzó a trabajar para la editorial británica Fleetway y consideró la posibilidad de mudarse a Europa, aunque la enfermedad de su primera esposa (que falleció poco después) lo decidió a quedarse en la Argentina. En 1962 Oesterheld y Breccia crean Mort Cinder, a la que siguen Vida del Che Guevara (1968) y una nueva versión de El Eternauta (1969), que originariamente había ilustrado Francisco Solano López en El Eternauta (1957). Analizando su propia obra en 1970, Breccia dirá que "antes y después de Mort Cinder, nada". Un autor contemporáneo como el español Víctor de la Fuente consideraba, sin embargo, que su obra sobre el Che Guevara era modélica, afirmando que

En ella se desmitifica al héroe y se analiza al hombre. El héroe está desposeído de todos sus atributos, se enfrenta al lector sólo con su imagen, y cada uno de los lectores lo califica como héroe o villano. Creo que Breccia ha logrado una labor de análisis verdaderamente gigantesca, con un grafismo que raya en la abstracción, ha hecho palpitar a un hombre en su desnudez dialéctica, superando todo lo que tiene de mito este personaje.

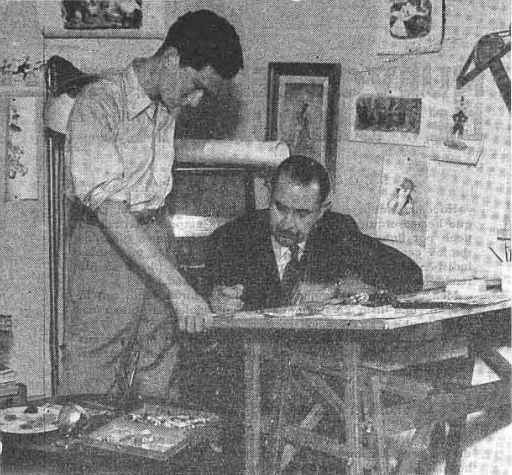
Breccia junto a su ayudante Ballesteros, enseñándole a resolver una escena.

Tras realizar la Historia gráfica de Chile y parte de la Historia gráfica de la República Argentina, trabaja para revistas italianas, como Il Mago, de Milán, la cual edita Los mitos de Cthulhu (1973), una colección de adaptaciones de diferentes cuentos de H.P. Lovecraft realizada junto al guionista Norberto Buscaglia, que sorprenden por su estilo menos realista y más expresionista, que se adapta a la perfección al tono del original. Tras ello, no abandonó el campo del terror ni de las adaptaciones, ya sea de los relatos de Edgar Allan Poe o una versión-parodia del mito de Drácula (Drácula, Dacul, Vlad?, Bah..., 1984).

### Últimos años
En 1974, El Viejo (como se le conocía en el mundo de la historieta), inició una duradera colaboración con el guionista Carlos Trillo, con el que realizó obras como Un tal Daneri (1974), ambientada en Mataderos, lo que para Breccia significaba "recuperar un poco mi infancia y mi adolescencia". Más tarde realizarían juntos otras obras como Nadie (1977), Buscavidas (1981) e historietas cortas con mirada adulta basándose en cuentos tradicionales para niños. 
Su obra más importante tras Mort Cinder llegó de la mano del guionista Juan Sasturain. Se trata de Perramus (1983). A medio camino entre las aventuras y el humor absurdo, esta obra ridiculiza y a la vez denuncia la dictadura argentina, mezclando personajes ficticios con otros reales (como el escritor Jorge Luis Borges, que, en un ejercicio de la más pura historia ficción, es galardonado con el premio Nobel, que en realidad jamás recibió) y obtuvo el premio Amnesty en 1989, en la categoría de mejor libro a favor de los derechos humanos.
De sus últimas obras, cabe destacar Informe sobre ciegos (1991), adaptación de uno de los pasajes más escalofriantes de la novela de Ernesto Sabato Sobre héroes y tumbas, donde Breccia capta magistralmente la atmósfera inquietante y enfermiza del texto original y logra imágenes alucinatorias angustiosas.

## Una saga familiar
Con su esposa Nelida Garcia', Alberto Breccia tuvo tres hijos y todos ellos se hicieron también historietistas: Patricia, Cristina y Enrique. Este último es el que, a la postre, se convertiría en el más destacado, gracias, entre otros muchos méritos, a su serie Alvar Mayor, con Carlos Trillo, y a su colaboración con su padre en Vida del Che Guevara. Curiosamente, padre e hijo realizaron sendas adaptaciones de la vida de Lope de Aguirre, prácticamente al mismo tiempo, una para el mercado europeo y otro para el argentino.

## Estilo
Al abordar el estudio de los diferentes tipos de línas empleadas en el dibujo de historietas, Enrique Lipszyc dirá de su trazo a pincel 

"Cada trazo de Breccia es una creación; juega con el colorido y la textura de la línea. Muestra, evidentemente, una técnica muy personal".

Sobre el "estilo Breccia", dirá:  "Yo llego a esto después de muchos años de hacer un trabajo buscando una identidad gráfica, buscando mi estilo, que me preocupó durante años. Lo cual, después cuando lo conseguí, bueno o malo, discutible o no, pero era un estilo, me di cuenta que no servía para nada. Que era simplemente un sello, que era sellar los dibujos, ponerle una marca. Y eso no era el dibujo, después me di cuenta que el dibujo es el concepto, que no es una marca gráfica el dibujo."

## Obras
Mort Cinder
Los mitos de Cthulhu
Norte Sur
INFORME SOBRE CIEGOS
Versiones
Sueños pesados
Perramus integral
(entre otros)

### Historietas
| Años             | Título                                                                                |  | Guionista                                                                           |  | Tipo            | Publicación                                                               |
| ---------------- | ------------------------------------------------------------------------------------- |  | ----------------------------------------------------------------------------------- |  | --------------- | ------------------------------------------------------------------------- |
| 1939-            | Mariquita Terremoto                                                                   |  | Joaquín Álvarez Quintero                                                            |  | Serie           |                                                                           |
| 1939-            | Kid Río Grande                                                                        |  |                                                                                     |  | Serie           |                                                                           |
| 1939-            | El Vengador                                                                           |  |                                                                                     |  | Serie           |                                                                           |
| 1945-            | Jean de la Martinica                                                                  |  | Issel Ferrazzano                                                                    |  | Serie           | Patoruzito semanal N.º 61 a 108                                           |
| 1947-1948 y 1975 | Vito Nervio                                                                           |  | Leonardo Wadel                                                                      |  | Serie           | Patoruzito semanal                                                        |
| 1957             | Pancho López                                                                          |  | Abel Santa Cruz                                                                     |  | Serie           | Pancho López                                                              |
| 1958-1959        | Sherlock Time                                                                         |  | Héctor Germán Oesterheld                                                            |  | Serie           | Hora Cero Extra y Hora Cero Semanal                                       |
| 1959-            | Ernie Pike (1959-)                                                                    |  | Héctor Germán Oesterheld                                                            |  | Serie           | Hora Cero                                                                 |
| 1961             | Mision Thyuraine                                                                      |  | Leonardo Wadel                                                                      |  |                 |                                                                           |
| 1962-1964        | Mort Cinder                                                                           |  | Héctor Germán Oesterheld                                                            |  | Serie           | Misterix                                                                  |
| 1966             | Richard Long                                                                          |  | Héctor Germán Oesterheld                                                            |  |                 |                                                                           |
| 1968             | La vida del Che                                                                       |  | Héctor Germán Oesterheld y la colaboración de su hijo Enrique Breccia a los dibujos |  | Serie           |                                                                           |
| 1969             | El Eternauta                                                                          |  | Héctor Germán Oesterheld                                                            |  |                 | Revista Gente                                                             |
| 1970             | Evita, vida y obra de Eva Perón                                                       |  | Héctor Germán Oesterheld                                                            |  |                 | No publicada en su día, fue editada por primera vez por Doedytores (2002) |
| 1971             | Platos voladores al ataque!!                                                          |  | Héctor Germán Oesterheld                                                            |  | Álbum de cromos |                                                                           |
| 1972-1974        | Squadra Zenith                                                                        |  |                                                                                     |  |                 |                                                                           |
| 1973             | Los mitos de Cthulhu                                                                  |  | Norberto Buscaglia, que adapta relatos de Howard Phillips Lovecraft                 |  |                 | Il Mago                                                                   |
| 1974-1978        | Un tal Daneri                                                                         |  | Carlos Trillo                                                                       |  |                 |                                                                           |
| 1975             | El corazón delator                                                                    |  | Basado en un relato de Edgar Allan Poe                                              |  |                 |                                                                           |
| 1976             | El aire                                                                               |  | Guillermo Saccomanno                                                                |  |                 |                                                                           |
| 1977             | Nadie                                                                                 |  | Carlos Trillo                                                                       |  |                 |                                                                           |
| 1978-1980        | Viajero de gris                                                                       |  | Carlos Trillo                                                                       |  |                 | Comix internacional                                                       |
| 1981             | Buscavidas                                                                            |  | Carlos Trillo                                                                       |  |                 |                                                                           |
| 1983             | Perramus                                                                              |  | Juan Sasturain                                                                      |  |                 | Fierro                                                                    |
| 1984             | Drácula, Dacul, Vlad?, Bah...                                                         |  |                                                                                     |  |                 |                                                                           |
| 1991             | Informe sobre ciegos                                                                  |  | Basada en una obra de Ernesto Sabato                                                |  |                 |                                                                           |
| 1991             | Historias con moraleja: "El otro yo del Dr. Jekyll", "El guapo, la muerte y el tango" |  |                                                                                     |  |                 |                                                                           |
| 1992             | El Dorado, el delirio de Lope de Aguirre                                              |  | Carlos Albiac                                                                       |  |                 |                                                                           |
| Inédito en lápiz | El Dibujado                                                                           |  | Juan Sasturain                                                                      |  |                 |                                                                           |

### Recopilaciones
- Alberto Breccia Sketchbook, Ancares Editora (2003).
- Alberto Breccia. Obras completas. Vol. I (incluye Buscavidas y Versiones, este último con guion de Sasturain).
- Breccia negro (1978).
- Breccia negro. Versión 2.0, Doedytores (2006).
- El Eternauta y otras historias, Colihue en Argentina y New Comic en España.

### Otras actividades
- Alberto Breccia se encargó del diseño de arte especial de la película "El Viaje" (1992), dirigida por el laureado cineasta argentino Pino Solanas.
- Alberto Breccia no es sólo un reconocido maestro del cómic, sino que estaba interesado en todos los aspectos plásticos. Realizó, por ejemplo, varios acrílicos que fueron utilizados para la película El viaje, dirigida por Pino Solanas en 1992. Un año antes produjo también ilustraciones para Martín Fierro de José Hernández, que en 2004 fueron publicadas por Doedytores.

- Su faceta como pintor es poco conocida por el gran público y poco abundante. Como él mismo explica: "La plástica me interesó antes que la historieta (...) Toda mi vida he pintado; pero esta faceta está escondida, porque no quiero mezclar la hacienda."[5]

- Al igual que experimentó en el dibujo, en la pintura al óleo tanto trabajaba en lienzo, como en tabla o con escayola; para él los materiales y los tamaños de los cuadros no eran problema. Su obra pictórica, abstracta, fuertemente impresionista, colorida y triste a la vez, está impregnada de la sensibilidad social y de la desgracia del alma humana, que también supiera plasmar en sus grandes obras como Perramus, Informe sobre ciegos y tantas otras, siendo hoy día muy buscada y cotizada.

- Su personaje Vito Nervio inspiró la película Beto Nervio contra las fuerzas del mal (1978), de Miguel Bejo.

- En colaboración con su hijo Enrique, realizó dibujos en tinta china sobre sucesos históricos y próceres argentinos –Revolución de Mayo, Manuel Belgrano, Declaración de independencia de la Argentina, José de San Martín, Batalla de la Vuelta de Obligado, Cornelio Saavedra, entre otros– para la serie televisiva de relatos ilustrados Microhistorias del mundo, de Carlos Alberto Aguilar, emitida entre los años 1980 y 1982 por ATC (Canal 7) durante las tandas comerciales de la emisora.[15] Estas ilustraciones en forma de historieta, serían posteriormente coloreadas con acuarelas, por su hija Patricia Breccia.[16]

## Homenajes
El 20 de noviembre de 1993, el programa de televisión "Caloi en su Tinta", presentado en la televisión pública por el dibujante Caloi, le rinde el primer homenaje, apenas quince días luego de su muerte. En noviembre de 1995 se lleva a cabo la primera gran muestra homenaje, en el Palais de Glace en Buenos Aires: "Luces y sombras de Alberto Breccia", realizada por Marcelo Schapces, quien en 1988 había dirigido el documental "Breccia x 4", dedicado a la familia Breccia. Entre dibujos originales de Breccia, se exiben también homenajes realizados especialmente para la muestra  por artistas como Hermenegildo Sábat, Fontanarrosa, Carlos Nine, Alberto 'Bebe' Ciupiak, Luis Scafati, Yoel Novoa, Garaycochea, Quique Alcatena y muchos otros. 
Entre enero y agosto de 2008 participó póstumamente, con originales aportados por el Museo del Dibujo y la Ilustración, en la muestra homenaje a la Historieta Argentina, realizada en el Centro Nacional de la Imagen, Angouleme, Francia, por iniciativa de José Muñoz. 
En mayo de 2012 se inauguró la exposición Argentina 202, una muestra con historia en el Edificio Anexo de la Cámara de Senadores de la Provincia de Buenos Aires, quienes la definieron como una «obra artística única» que contribuía a la memoria colectiva y las industrias culturales. Allí se presentó la colección La epopeya de Mayo, una serie de canvas realizados a partir de láminas originales de Alberto y su hijo Enrique Breccia sobre textos del periodista Carlos Alberto Aguilar sobre la revolución argentina de 1810 para Microhistorias del mundo, un programa de televisión censurado durante el autodenominado Proceso de Reorganización Nacional en 1981.
En Europa son numerosas las exposiciones que le homenajean. En noviembre del 2002, el Palais des Beaux-arts de la ciudad de Charleroi, Bélgica, le rinde homenaje junto a su discípulo José Muñoz, en la exposición "Muñoz/Breccia: L'Argentine en noir et blanc". En abril de 2019, se lleva a cabo la muestra "Alberto Breccia: Les mondes fantastiques", en La Ferme du Buisson, en Francia.